# Rodman
Rodman es la marca de las embarcaciones fabricadas en los astilleros del Grupo Rodman, cuya sede central está en Vigo,  España.
El grupo tiene tres divisiones:
- buques de acero
- náutica profesional
- náutica de recreo

Tiene cuatro factorías en España y Portugal. MetalShips & Docks en Vigo, Rodman Polyships en la parroquia de Meira, municipio de Moaña, Rodman Lusitania en Valença do Minho y Neuvisa en Moaña.
Creada en 1974, la marca "Rodman" proviene del nombre de su fundador, Manuel Rodríguez Vázquez, colocando a la inversa las primeras letras de su nombre y primer apellido. 

## Patrulleros policiales y militares

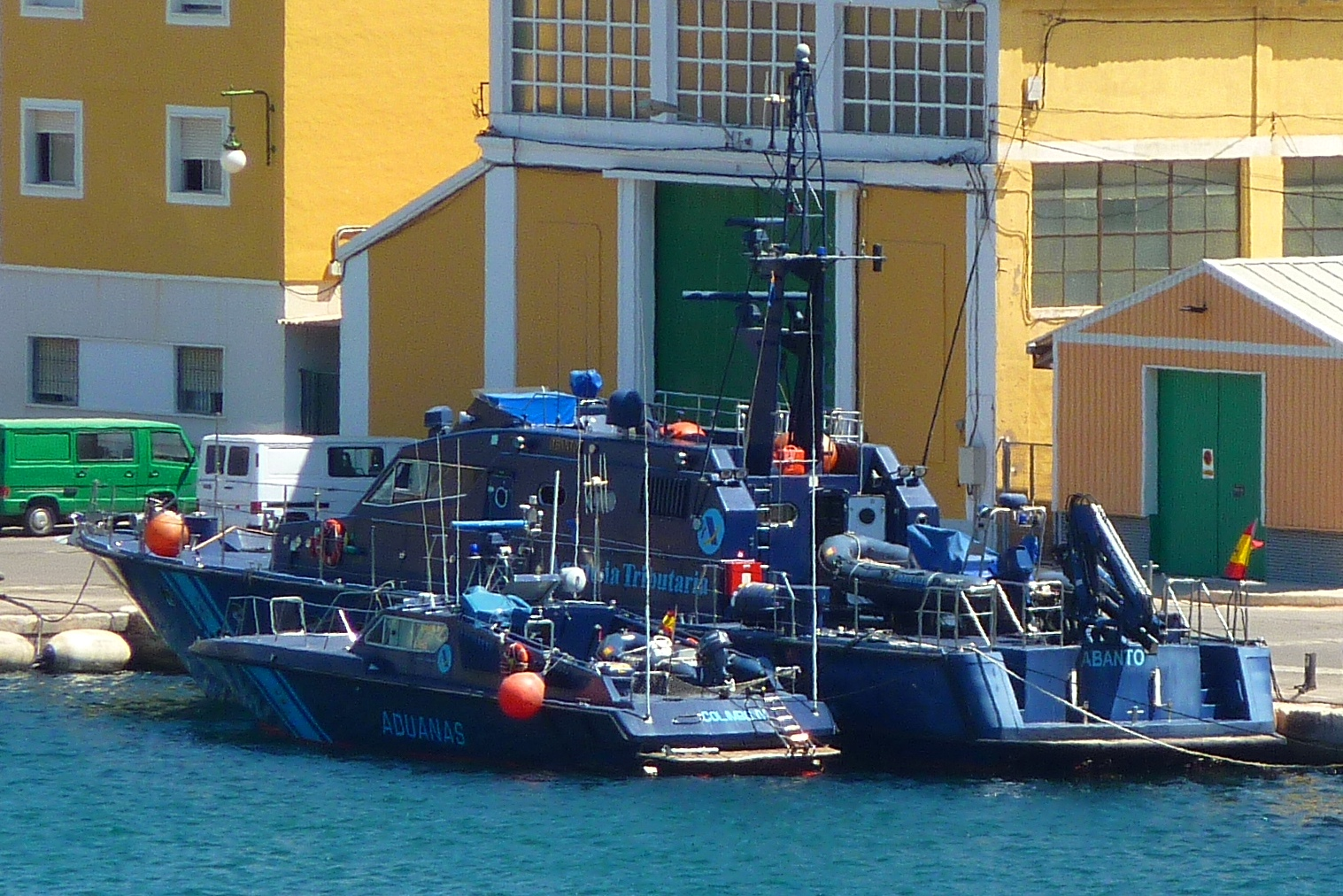
Dos patrulleros del Servicio de Vigilancia Aduanera fabricados por Rodman Polyships: el Colimbo-IV, de la clase Rodman-55HJ, y el Abanto, de la Rodman-101.

Dentro de la gama de patrulleros policiales y militares de Rodman encontramos los siguientes modelos:
- Clase Rodman-33: Patrullero de 10 metros de eslora, desarrolla una velocidad de hasta 50 nudos.
- Clase Rodman-38: Patrullero de 11 metros de eslora, desarrolla una velocidad de hasta 30 nudos.
- Clase Rodman-46: Patrullero de 14 metros de eslora, desarrolla una velocidad de hasta 35 nudos.
- Clase Rodman 46-interceptor: Patrullero de 14 metros de eslora, desarrolla una velocidad de más de 50 nudos.
- Clase Rodman-55: Patrullero de 17 metros de eslora, desarrolla una velocidad de hasta 35 nudos.
- Clase Rodman-55 interceptor: Patrullero de 17 metros de eslora, desarrolla una velocidad de más de 50 nudos.
- Clase Rodman-58: Patrullero de 18 metros de eslora, desarrolla una velocidad de hasta 35 nudos.
- Clase Rodman-66: Patrullero de 20 metros de eslora, desarrolla una velocidad de hasta 30 nudos.
- Clase Rodman-101: Patrullero de 30 metros de eslora, desarrolla una velocidad de hasta 35 nudos.
- Clase Rodman-138: Patrullero de 43 metros de eslora, desarrolla una velocidad de hasta 26 nudos.
- Clase Rodman-145: Patrullero de 44 metros de eslora, desarrolla una velocidad de hasta 30 nudos.